# Valle de La Jarosa
El valle de La Jarosa es un valle de montaña situado en el suroeste de la Sierra de Guadarrama (sierra perteneciente al Sistema Central), y en la vertiente sureste de la misma. Administrativamente, se encuentra en el término municipal de Guadarrama, en el noroeste de la Comunidad de Madrid (España). En el fondo del valle está el embalse de La Jarosa, el cual se nutre del arroyo Guatel Segundo, el principal curso de agua del valle que además es un afluente del río Guadarrama. 

## Descripción

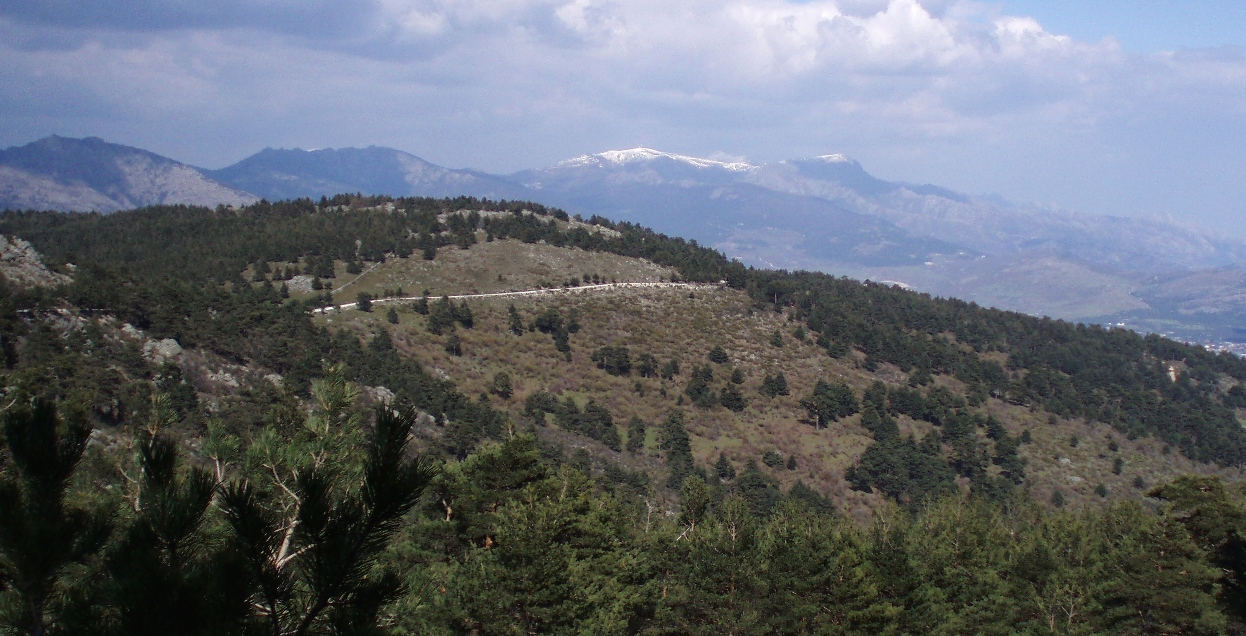
Pista forestal en una zona alta del valle.

Tiene una orientación oeste-este y se sitúa al oeste del municipio de Guadarrama. En el norte del valle está Cabeza Líjar (1824 m), en el sur un pequeño cordal montañoso que lo separa del valle de Cuelgamuros, y al oeste el límite con la provincia de Ávila.
El valle está cubierto casi completamente por un bosque de pino rodeno, salgareño y silvestre. El pinar de pino salgareño de la Hilera es el único de España sobre terrenos silíceos, además de ser uno de los más longevos, ya que en él viven ejemplares con más de 500 años. Podemos encontrar choperas, sauces y fresnos en las riberas y cauces. El sotobosque está constituido principalmente por helechos, jaras, retamas y enebros. La fauna se constituye por las especies propias de la Sierra de Guadarrama.
En la orilla del embalse de La Jarosa existen dos áreas recreativas con mesas, fuentes, aparcamientos y cafeterías. Desde estos lugares salen varios caminos y senderos que recorren el valle.